# 日本誕生 (テレビアニメ)
『日本誕生』（にっぽんたんじょう）は、1970年6月10日から同年10月24日まで日本テレビ製作のドキュメンタリー番組『ノンフィクションアワー』内で放送されていた虫プロダクション制作のテレビアニメである。全5話。

## 概要
謎の多い日本古代史の「庶民の生活文化の起源」や「古代国家の成立」などを、当時東京外国語大学アジア・アフリカ言語文化研究所長だった岡正雄の指導でまとめ、それにフィクションを交えたドキュメンタリー風の歴史ファンタジーアニメ。アニメーションと実写映像で構成されていた。
物語は、「1000年生きる」と言われる河童が自身の目で見てきた古代史を語る形で進行。この河童の原画は、漫画家の馬場のぼるが担当した。本作の脚本と演出を担当した山本暎一は、1978年に同じく日本テレビ製作のドキュメンタリー番組『日立ドキュメンタリー すばらしい世界旅行』内で放送された単発アニメ『恐竜王国の興亡』も手掛けた。

## 放送時間
いずれも日本標準時。
- 水曜 22:00 - 22:26 （1970年6月10日 - 1970年6月24日、全3話）
- 土曜 22:30 - 23:00 （1970年10月17日 - 1970年10月24日、全2話）

## 声の出演
- 語り - 鈴木瑞穂
- リューファ - 南原宏治
- 小沢沙季子
- 新村礼子
- 杉裕之
- 遊佐ナオ子
- 倉田爽平
- 平野稔

## スタッフ
- 脚本 - 山本暎一ほか
- 演出 - 山本暎一
- 構成 - 野崎欣宏
- 原画 - 馬場のぼる
- 音楽 - 冨田勲
- 制作 - 虫プロダクション、日本テレビ